# KHÁNH

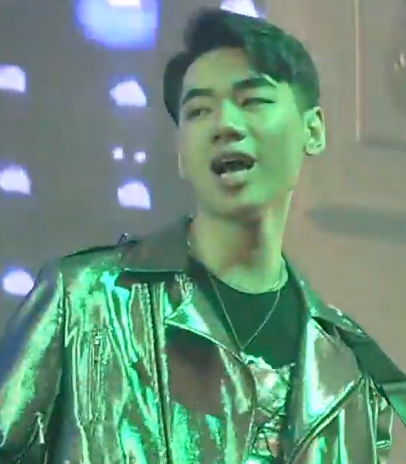
K-ICM 2019

KHÁNH (* 12. Juli 1999 als Nguyễn Bảo Khánh in Sóc Trăng), bis 2023 als K-ICM bekannt, ist ein vietnamesischer Musikproduzent und DJ.
Er begann seine Karriere 2017 und schaffte 2019 den Durchbruch, als er mit dem Sänger Jack zusammenarbeitete. Das V-Pop-Duo feierte schnell große Erfolge in Vietnam, ging nach einem knappen Jahr aber im Streit auseinander. Danach war KHÁNH weiterhin sehr produktiv und vor allem seine Zusammenarbeit mit dem Sänger APJ war erfolgreich.

## Leben und Karriere

### Anfänge
Bảo Khánh wuchs in Sóc Trăng in einer Musikerfamilie auf. Zuerst übte er sich im Gesang, dann lernte er das Klavierspiel von seinem Vater. Als Kind trat er regelmäßig mit seinen Geschwistern bei Hochzeiten auf. Er entwickelte eine Leidenschaft für das Keyboard und machte zunächst nur für sich selbst Musik, bis er nach und nach mit Coverversionen und Remixen im Internet bekannt wurde. Ende 2016 erregte er mit einem zweistündigen Livestream Aufmerksamkeit in den sozialen Netzwerken. Unterstützt von seinen Eltern begann er, professionell Musik zu produzieren, seit 2017 unter dem Künstlernamen K-ICM.
2017 veröffentlichte er das Lied Buồn của anh zusammen mit Đạt G und Masew, das ein großer Erfolg wurde und den Durchbruch für den jungen Produzenten bedeutete. Es folgten die Lieder Em đã từng und Đi Đi Đi, in denen er zunehmend mit der Mischung von EDM-Elementen und traditionellen vietnamesischen Instrumenten experimentierte. Dazu besuchte er auch einen Kurs zu Musikproduktion in den USA. Im Lauf des Jahres 2018 veröffentlichte K-ICM eine Reihe weiterer Lieder in Zusammenarbeit mit wechselnden Sängern und Sängerinnen. Außerdem trat er in den Fernsehshows Người bí ẩn und Buổi trưa vui vẻ in Erscheinung.

### Zusammenarbeit mit Jack (2019)
2019 wurde K-ICM auf den jungen Sänger Jack aufmerksam, der Anfang des Jahres mit dem Lied Hồng Nhan seinen Durchbruch schaffte. Er nahm Kontakt mit ihm auf, um einen Remix des Hits zu produzieren. Die beiden Musiker trafen sich schließlich und begannen eine enge Zusammenarbeit innerhalb von K-ICMs Produktionsfirma ICM Entertainment.  Die erste Veröffentlichung des Duos war Bạc Phận, eine „Fortsetzung“ von Hồng Nhan, die in Vietnam schnell ein ungekannter Erfolg wurde. Musikalisch erregte das Duo durch seine neuartigen Sounds Aufmerksamkeit.
In schneller Folge legten K-ICM und Jack danach die Hits Sóng gió, Em gì ơi, Việt Nam tôi und Hoa vô sắc vor. Das Duo stieg zu Stars der V-Pop-Szene auf und wurde mehrfach ausgezeichnet: Bei den Zing Music Awards 2019 wurde Jack als beliebtester männlicher Sänger und Sóng gió als beliebteste Popballade ausgezeichnet, bei den Mnet Asian Music Awards 2019 erhielten Jack und K-ICM den Preis gemeinsam in der Kategorie Best New Asian Artist Vietnam.
Ende 2019 mehrten sich online die Gerüchte über einen Konflikt zwischen K-ICM und Jack. K-ICM verteidigte sich öffentlich gegen Vorwürfe, er würde Jack ausnutzen und kein Mitspracherecht einräumen, erhielt aber viele negative Publikumsreaktionen. Jack verließ ICM Entertainment schließlich und setzte der Zusammenarbeit ein Ende.

### Karriere ab 2020
Nach der Trennung von Jack meldete sich K-ICM 2020 mit dem Lied Cần một lý do zurück. Als Sänger war der Newcomer Quang Đông zu hören. Die Veröffentlichung wurde aufgrund des vorangegangenen Streits mit Jack kontrovers aufgenommen. Mit Quang Đông veröffentlichte K-ICM noch einige weitere Lieder wie Đừng chờ und Tình ca em đến, diese konnten aber nicht an die früheren Erfolge anknüpfen.
K-ICM arbeitete nun mit wechselnden Sängern und Sängerinnen zusammen, etwa mit Xesi im Lied Túy họa oder mit RyO in Một chiều mưa bất ngờ (dessen Veröffentlichung durch Plagiatsvorwürfe überschattet wurde). Mit APJ brachte er ab August nacheinander Ai mang cô đơn đi (später als Mr. Lonely auch auf Englisch veröffentlicht), Mình đi cùng nhau, Ai mang em đi und Xin cô đơn đi heraus; im November veröffentlichten die beiden die gemeinsame EP Ai mang cô đơn đi. Mit dieser Zusammenarbeit stieg K-ICM wieder sichtlich in der Gunst des Publikums und konnte an die früheren Erfolge anschließen.
Im Jahr 2021 folgten wieder Veröffentlichungen mit wechselnden Gesangspartnern, darunter der Hit Lệ duyên tình mit Long Nón Lá und Cô độc mit Zino (aus der Boygroup Monstar). Der Retro-Popsong Sẽ như ánh mặt trời ging dem limitierten Album Tôi 20 voraus. Zusammen mit Văn Mai Hương nahm er außerdem Chim quý trong lồng auf. Vom British Council wurde K-ICM im Oktober 2021 als vietnamesischer Botschafter der Klimaschutzaktion Global Youth Letter ausgewählt. Bei den MTV Europe Music Awards 2021 war er in der Kategorie Best Southeast Asian Act nominiert.

### Neuer Künstlername
Nach weiteren Veröffentlichungen schied der Musiker 2022 aus seiner Produktionsgesellschaft ICM Entertainment aus. Erst 2023 meldete er sich mit dem Lied Hỡi người nơi đâu in Zusammenarbeit mit Đồng Lan zurück, wobei er seinen Künstlernamen zu KHÁNH änderte.

## Diskografie

### Alben und EPs
- Ai mang cô đơn đi (mit APJ; 2020)
- Tôi 20 (2021)

### Lieder
- Buồn của anh (mit Đạt G, Masew; 2017)
- Em đã từng (mit T-ICM; 2017)
- Đi Đi Đi (mit T-ICM, Kalsey, Zickky; 2017)
- Con trai cưng (mit B Ray; 2018)
- Lắng nghe nỗi nhớ (mit Ngọc Vũ; 2018)
- Nắng vàng (2018)
- Bay cao (2018)
- Yêu thương không là mãi mãi (mit Jang Nguyễn; 2018)
- Trang nguyệt cát (mit Tranee, Nguyễn Minh Thắng; 2018)
- Bạc phận (mit Jack; 2019)
- Tỏ tình (mit Jang Nguyễn; 2019)
- Sóng gió (mit Jack; 2019)
- Em gì ơi (mit Jack; 2019)
- Việt Nam tôi (mit Jack; 2019)
- Hoa vô sắc (mit Jack; 2019)
- Cần một lý do (mit Quang Đông; 2020)
- If you love me (2020)
- I’m Calling for You (2020)
- Đừng chờ (mit Quang Đông; 2020)
- Phượng khấu (mit Jang Nguyễn; 2020)
- Tình ca em đến (mit Quang Đông; 2020)
- Fever (mit Wren Evans; 2020)
- Túy họa (mit Xesi; 2020)
- Ai mang cô đơn đi (mit APJ; 2020)
- Mình đi cùng nhau (mit APJ; 2020)
- Ai mang em đi (mit APJ; 2020)
- Một chiều mưa bất ngờ (mit RyO; 2020)
- Xin cô đơn đi (mit APJ; 2020)
- Liếc mắt đưa tình (mit Lena; 2020)
- Tình là gì đây em ơi (2021)
- Hold Me Close (2021)
- Sương hoa đưa lối (mit RyO; 2021)
- Nhớ nhà (mit Lil Shady)
- Tình yêu vô hướng (2021)
- Lệ duyên tình (mit Long Nón Lá; 2021)
- Cô độc (mit Zino; 2021)
- Sẽ như ánh mặt trời (2021)
- Tình yêu hóa đá (mit RyO; 2021)
- Một lần cho mãi mãi (2021)
- Chim quý trong lồng (mit Văn Mai Hương; 2021)
- Give me your love (mit Plastik Funk, Polmoya và 9tySlac; 2021)
- Muôn kiếp vấn vương (mit RyO; 2021)
- Tình xa lúc ban chiều (2021)
- Từ khi anh ghé qua (2021)
- Người đó cướp anh đi (2021)
- Phận hoa rơi (mit Vicky Nhung; 2021)
- Một khi đã yêu (mit RyO; 2022)
- Hẹn kiếp tương phùng (mit Long Nón Lá; 2022)
- Chân mây (mit Phương Thanh; 2022)
- Hoa Ngũ Sắc (mit Long Nón Lá; 2022)

## Belege
1. 1 2 3 4  Chu Nhung: 'Thánh chơi đàn' Khánh K-ICM: Tuổi 19 rực rỡ với loạt thành tích khó ai có được. In: Tiin.vn. 21. Juli 2018, abgerufen am 27. November 2021 (vietnamesisch).
2. 1 2 3 4 5  Bích Ngọc: K-ICM: Chàng nghệ sĩ trẻ đa tài, đạt nhiều thành công ở tuổi 20. In: YAN.vn. 1. Juli 2019, abgerufen am 27. November 2021 (vietnamesisch).
3. ↑  Anh Min: K-ICM và Jack nối dài bảng vàng thành tích: MV 'Bạc phận' cán mốc 250 triệu view sau thời gian ngắn ấn tượng. In: Saostar. 23. November 2019, abgerufen am 28. November 2021 (vietnamesisch).
4. ↑  Jack và K-ICM lại 'gây bão' sau loạt hit 'sến' Hồng nhan, Bạc phận. In: Tuổi Trẻ Online. 20. Juni 2019, abgerufen am 28. November 2021 (vietnamesisch).
5. ↑  Phương Nam: Jack và KICM được vinh danh tại lễ trao giải Zing Music Award 2019 nhưng cả hai vắng mặt. In: Tuổi Trẻ Online (TV). 10. Januar 2020, abgerufen am 14. November 2021 (vietnamesisch).
6. ↑  Hoàng Thùy Linh, K-ICM và Jack đoạt giải MAMA 2019 tại Nhật Bản. In: Tuổi Trẻ Online. 4. Dezember 2019, abgerufen am 14. November 2021 (vietnamesisch).
7. ↑  Đăng Bách: K-ICM bị dân mạng 'ném đá' vì khẳng định công ty không bóc lột Jack. In: Báo Thanh Niên. 23. März 2020, abgerufen am 28. November 2021 (vietnamesisch).
8. ↑  K-ICM tiếc tình bạn với Jack, khẳng định K-ICM đứng trước tên Jack là bình thường. In: Báo 24h. 24. Januar 2020, abgerufen am 28. November 2021 (vietnamesisch).
9. ↑  Vừa block Jack ra khỏi ICM, nhiều nghệ sĩ chung công ty cũng lên tiếng rời đi. In: WebTinTuc. 25. Dezember 2019, abgerufen am 28. November 2021 (vietnamesisch).
10. ↑  Dân mạng phản ứng sau MV 'Cần một lý do': K-ICM không hát câu nào mà đứng tên sản phẩm? In: Saostar. 19. Februar 2020, abgerufen am 28. November 2021 (vietnamesisch).
11. ↑  Hằng Hà: Quang Đông, người thay thế Jack đồng hành cùng K-ICM là ai? In: Báo Thanh Niên. 20. Februar 2020, abgerufen am 28. November 2021 (vietnamesisch).
12. ↑  Thạch Anh: MV 'Cần một lý do' của K-ICM tiếp tục nhận lượt dislike khủng. In: Báo Thanh Niên. 20. Februar 2020, abgerufen am 28. November 2021 (vietnamesisch).
13. ↑  Ly Nguyễn: Quang Đông có thoát khỏi cái bóng của Jack? In: Zing News. 22. März 2020, abgerufen am 28. November 2021 (vietnamesisch).
14. ↑  Đậu Đậu: K-ICM tiếp tục vướng nghi án đạo nhạc KPop: Demo bài mới bị tố nghe y hệt hit đình đám 8 năm trước của T-Ara. In: Saostar. 10. Oktober 2020, abgerufen am 28. November 2021 (vietnamesisch).
15. ↑  Động Du: K-ICM và RyO tung ca khúc mới, xóa tan tin đồn đạo nhạc T-ara. In: Lao Động Trẻ. 16. Oktober 2020, abgerufen am 28. November 2021 (vietnamesisch).
16. ↑  K-ICM và APJ: Mạnh mẽ tiến về phía trước thế nào? In: Báo Lao Động. 6. September 2020, abgerufen am 28. November 2021 (vietnamesisch).
17. ↑  Hulo Hưng, Giang Tiểu San: K-ICM gây bão Vpop khi hợp tác với nam ca sĩ mới. In: Zing News. 20. April 2021, abgerufen am 28. November 2021 (vietnamesisch).
18. ↑  Lan Phương: K-ICM ra mắt MV mới cùng Zino. In: Zing News. 13. Mai 2021, abgerufen am 28. November 2021 (vietnamesisch).
19. ↑  Thủy Kiều: ‘Sẽ như ánh mặt trời’, màu nhạc lạ của K-ICM. In: Sức khỏe & đời sống. 3. Juni 2021, abgerufen am 28. November 2021 (vietnamesisch).
20. ↑  Thùy Trang: Không có Jack, K-ICM bắt tay Văn Mai Hương. In: Báo Người Lao Động. 8. Juli 2021, abgerufen am 28. November 2021 (vietnamesisch).
21. ↑  Bánh Trôi: K-ICM kêu gọi hành động vì khí hậu, trở thành đại sứ đồng hành cùng chương trình Global Youth Letter. In: Saostar. 1. Oktober 2021, abgerufen am 28. November 2021 (vietnamesisch).
22. ↑  Pop singer K-ICM to compete at MTV Europe Music Awards. In: VietnamNews. 20. September 2021, abgerufen am 28. November 2021 (englisch).
23. ↑  Diễm Trang: K-ICM đổi nghệ danh. In: Thanh Niên. 11. Juli 2023, abgerufen am 7. August 2023 (vietnamesisch).

| Personendaten    | Personendaten                                      |
| ---------------- | -------------------------------------------------- |
| NAME             | KHÁNH                                              |
| ALTERNATIVNAMEN  | Nguyễn, Bảo Khánh (Geburtsname); K-ICM (Pseudonym) |
| KURZBESCHREIBUNG | vietnamesischer Musikproduzent und DJ              |
| GEBURTSDATUM     | 12. Juli 1999                                      |
| GEBURTSORT       | Sóc Trăng                                          |